# 549 aC
El 549 aC va ser un any del calendari romà pre-julià. A l'Imperi Romà fou conegut com l'any 205 Ab Urbe condita.

## Necrològiques
- Suizei, segon emperador del Japó (nascut el 632 aC)